# 吸收能力
在工商管理学中，吸收能力被定义为“企业识别新信息的价值、吸收新信息并将其应用于商业目的的能力”。它被在个人、团体、公司和国家层面进行研究。其研究起点是先验的知识（知识库和知识流）和消息。该研究涉及公司的创新绩效、期望水准和组织性学习。有论者认为，为了创新，组织应该发展其吸收能力。 

## 科恩和利文索尔的模型
吸收能力首先被科恩（Cohen） 和 利文索尔（Levinthal） 定义为公司“识别新信息的价值、吸收新信息并将其应用于商业目的的能力”。  对他们来说，吸收能力很大程度上取决于先前的相关知识和背景的多样性。因此，科恩和利文索尔的吸收能力发展模型的核心是公司对其研发 (R&D) 工作的投资。吸收能力被认为是累积的，这意味着持续投入，较之定时投入，能使公司更容易地投资吸收能力。在前一时期发展吸收能力的努力将使下一个时期的吸收能力积累变得更容易。
“吸收能力的累积性及其对预期形成的影响表明了一种极端的路径依赖情况。在这种情况下，一旦公司在一个快速发展的领域中断对其吸收能力的投资，它就可能永远无法吸收和利用该领域的新信息，无论这些信息的价值几何。”
吸收能力也被认为是公司投资研发而不是简单地购买事后成果（例如专利）的原因。内部研发团队增加了公司的吸收能力。一家公司对研发的投资直接影响其吸收能力。公司对研发活动的投资越多，就越能充分认识到新的外部信息的价值。
科恩和利文索尔还强调，多样性使个人建立“新的联想和联系”成为可能。因此，他们鼓励雇用不同的团队，以便让不同的人一起工作，并让各自接触倒看待事物的不同方式。

## 札赫拉和乔治的模型
科恩和利文索尔非常注重投资研发以发展个人吸收能力，但许多研究人员后来阐明，发展组织吸收能力的方法可以拓展到其他几个领域。这促使谢克・札赫拉（Shaker Zahra）和格里・乔治（Gerry George） 对该概念进行了审查，并重新制定了其定义，极大地扩展了该概念，并进一步定义了其两种不同的组成部分：潜在吸收能力和实际吸收能力。他们对吸收能力的新定义是：“公司获取、吸收、转化和利用知识以产生活跃组织能力的一组组织程序和过程。”

### 潜在吸收能力
札赫拉和乔治提出的潜在吸收能力由两个要素组成。首先是知识获取能力，它是指“公司识别和获取对其运营至关重要的外生知识的能力”。其次是同化能力，它是指“公司得以分析、处理、解释和理解从外部来源获得的信息的常规和程序和过程”。 “潜在的吸收能力使公司能够接受获取和吸收外部知识。”

### 实际吸收能力
实际吸收能力一方面由转化能力组成，这可以定义为“公司开发和改进「有助于将现有知识与新获得、吸收的知识结合起来的程序」的能力”；另一方面，实际吸收能力也由企业的开发能力组成，这基本上是企业将新获得的知识应用到产品或服务中并从中获得经济利益的能力。 “实际吸收能力是转化能力和开发能力的函数。”
札赫拉和乔治进一步提出一系列指标，用于评估吸收能力的每个要素。
- 知识获取能力（研发部门存续年限、研发投入金额）
- 同化能力（跨公司专利引用的数量，公司产出中对其他公司所开发的研究的引用数量）
- 转化能力（新产品创意数量、新启动研究项目数量）
- 开发能力（专利数量、新产品发布数量、产品开发周期长短）

乔治和他的同事 (Zou, Ertug, George, 2018) 对吸收能力进行了元分析，他们发现：（1）吸收能力是对创新和知识转移的有力预测指标，并且其对财务业绩的影响完全通过创新与知识转移来实现； (2) 企业规模-吸收能力关系对小企业是正相关的，对大企业是负相关的。公司年龄-吸收能力的关系对成熟公司是负相关的，对年轻公司则不显著； （3）社会整合机制、知识基础设施、管理支持和关联能力都对吸收能力-创新关系有积极而显著的影响（而他们发现外部搜索的广度或竞争强度不会影响这一关系）。环境活力对吸收能力-创新关系略显负相关； (4) 他们还发现，相较于通过档案来代理，通过（直接）调查来衡量吸收能力时，吸收能力-创新的关系更强。

### 改进的吸收能力模型
一个更晚近的成果（a）提议重新引入科恩和利文索尔的模型的第一部分；（b）指出转化不是同化之后的步骤，而代表一个另外的过程；（c）因此，这表明潜在吸收能力和实际吸收能力之间的清晰区别不再成立。
ad (a)：公司常无法识别和吸收新的外部知识；认识到新的外部知识的价值往往是有偏见的，需要加以阐发；这一过程不是自发的。当新的外部知识与现有关键客户的需求不相关时，管理人员对新外部知识的价值的评估常遇到问题。
ad (b)：同化和转化都涉及新知识某种程度的变化及其与现有知识的结合。当新知识很好地适应现有的认知模式时，它就会被同化。当新知识不能被同化时，认知结构就必须转化。当知识无法被同化时，企业会转化其知识结构。转化不伴随同化，而是它的替代品。
ad (c)：由于转化是同化的替代，而不是同化的后续，它就成为札赫拉和乔治的模型中潜在吸收能力的一部分；因此，实际吸收能力只是重新标记了开发部分的过程。此外，如果没有对实际能力的影响，潜在能力就不会对公司的竞争优势产生任何影响；在价值创造的实证研究中，将潜在吸收能力与实际吸收能力相分离是没有意义的。
因此，具有高吸收能力的公司（1）认识到新外部知识的价值，（2）获取新外部知识，（3）同化或转化新外部知识，（4）利用新外部知识。
然而，札赫拉和乔治 认为该概念的定义过于宽泛，也没有明确的维度或尺度。使用吸收能力理论的不同研究间的差异证明了这一观点。博施（Bosch）等人。 认为吸收能力不应仅仅基于先前的相关知识，而应如科恩和利文索尔最初提出的那样，将组织文化和组合能力视为公司吸收能力的先决条件。例如，「欣赏和支持持续学习」的企业文化比「不支持个人学习和发展」的企业文化具有更高的吸收能力。 为了进一步阐明与吸收能力理论相关的概念，惠勒（Wheeler）  引入了一个派生于动态能力和吸收能力理论的业务创新理论。 惠勒的网络驱动业务创新循环有助于理解和预测公司如何将其「先前的业务导向」与「网络赋能的相关内部资源」转化为业务创新和经济成长。

## 关于该问题的其他研究
与发展吸收能力相关的课题研究包括以研发，    知识管理，  组织结构，    人力资源，   外部互动， 内部互动，  开放式创新， 社会资本， 供应商整合，   客户整合和组织间配合 为重点的研究。所有这些研究都为吸收能力提供了更好的认知，使任何公司都有可能发展其吸收能力，从而改善其组织的不同领域。
今天，该理论涉及组织学习、产业经济学、资源基础论的企业观和动态能力。这一理论经过了重大改进，如今公司的吸收能力大多被概念化为动态能力。作为吸收能力在外向知识转移中的补充，提出了解吸能力的概念。 解吸能力可能在管理网络创新方面发挥关键作用。 对于具有相互、双向知识转移的网络和协作而言，这一点尤为重要。 
其他与吸收能力有关的概念是：
- 解吸能力：这是遵循化学上解吸作用的逻辑，对外向知识转移中的吸收能力提出的补充概念。解吸能力被定义为“组织根据公司的外向知识转移战略，识别技术转让机会并促进技术在接受方应用的能力”。 [32]因此，它影响知识转移的数量。包括两个步骤——识别和转移。 [33]
- 接受能力：公司了解、识别和有效利用技术的整体能力。 [34]
- 创新过程：阐明了「公司得以确实地完成目标所需的一系列能力要求」以及「公司创新工作的重点」的实践过程。 [35]

在南方国家，区域创新机构可以作为知识把关者，通过促进区域外知识的获取、传播和“热带化”以促进其在区域创新体系中的吸收，从而激发新的技术路径。